# Jubulaceae
Jubulaceae es una familia de musgos hepáticas del orden Porellales. Tiene los siguientes géneros:

## Taxonomía
Jubulaceae fue descrita por Hugo Erich Meyer von Klinggräff y publicado en Die Höheren Cryptogamen Preussens 40. 1958.

## Géneros
- Jubula
- Neohattoria
- Nipponolejeunea